# New School (serie televisiva)
New School è una sitcom per ragazzi prodotta da DeA Kids in collaborazione con Beachwood Canyon Productions e Maestro Production. La serie debutta su DeA Kids nel dicembre 2017 e su Super! nel dicembre 2018 E su K2 (rete televisiva) A Settembre 2024

## Trama
La serie è incentrata sulle vicende di un gruppo di “primini” della McGaffin International Middle School centro politernico nord occidentale di cultura e apprendimento scolastico,  una scuola media internazionale in cui esiste un fantomatico WC. Si tratta di un gabinetto rotto nel quale è custodito il Wall Of Celebrities, un muro sul quale sono appese le foto delle 12 leggende della scuola: gli studenti più popolari che negli anni hanno compiuto delle imprese tanto memorabili da entrare nel mito.
Per salire sul Wall Of Celebrities bisogna portare a termine delle imprese leggendarie ed essere votati dagli altri studenti attraverso un’App, l’App del Wall Of Celebrities. Solo chi raggiunge 1 milione di punti può salire sul Wall Of Celebrities 

### Prima stagione
Inizia il primo giorno di scuola per Nick ed i suoi amici Rudy e Anna. I tre sono alle prese con i tipici problemi della loro età: le prime cotte, la popolarità e integrarsi bene in un contesto del tutto nuovo. Nick ha un solo obiettivo: raggiungere 1 milione di punti e salire sul Wall Of Celebrities insieme alle altre leggende della scuola. Per farlo, dovrà affrontare di volta in volta sfide sempre più epiche. Con l'aiuto di Rudy, questo nuovo viaggio si trasforma in un'incredibile avventura piena di sorprese.

### Seconda stagione
Dopo la pausa di metà semestre, riprendono le lezioni alla McGaffin International Middle School. La scalata verso il milione di punti continua e Nick è disposto a tutto pur di vincere più sfide possibili. Durante il suo viaggio, Nick incontra personaggi misteriosi e fa i conti con i suoi sentimenti per Anna. Nel frattempo, a scuola arriva una nuova studentessa: la bad girl Charlotte che si innamora di Nick e tenterà in ogni modo di conquistarlo, nel frattempo Alice e Tim si mettono insieme anche se la loro relazione verrà un po' messa in difficoltà per Tom. Anna lascia Justin rendendosi conto di amare Nick, in un'asta dei cuori Charlotte tenta di conquistare Nick ma poi lui e Anna si mettono insieme. Nella sfida finale Nick deve finire un puzzle ma si scopre che deve fare un'altra sfida ovvero scoprire chi è la voce misteriosa. Alla fine scoprirà che la voce è il Preside Spencer e partiranno per un viaggio lontano, dove si attenderanno grandi sorprese. 

### Terza stagione
Nick ha finalmente raggiunto il milione di punti e il posto nella Wall of Celebrities. Ma da quando il sovrintendente ha iniziato a minacciare il preside Spencer di chiudere la scuola, Nick ha una nuova e sola missione: arrivare a 10 milioni di punti, per raggiungere la Hall of Legends, la stanza delle leggende.

## Episodi
| Stagione         | Episodi | Prima TV originale |
| ---------------- | ------- | ------------------ |
| Prima stagione   | 26      | 2017-2018          |
| Seconda stagione | 26      | 2018               |
| Terza stagione   | 26      | 2019               |

## Personaggi e interpreti
- Nick Rivellini (st.1-3), interpretato da Matteo Valentini. È il protagonista della serie; un ragazzo di 11 anni estroverso e simpatico. Appena approdato alle medie, ha subito l'ambizione di finire sul Wall Of Celebrities. Per diventare una Leggenda, Nick è pronto a tutto e decide così di affrontare a testa alta tutte le sfide presenti sull'App per raggiungere un milione di punti. È segretamente innamorato di Anna, la sua migliore amica, e i due si fidanzeranno nella seconda stagione. Nell’episodio Il Ballo di San Valentino - prima parte, Charlotte aiuta Anna a organizzare una caccia al tesoro per San Valentino ma solo per rubargli il fidanzato. Nick non accetta di stare con una bulla e la pianta in asso.

- Anna Cortin (st.1-3), interpretata da Cloe Romagnoli. Ha 12 anni, è la migliore amica di Nick e Rudy, ha un anno in più di loro, una ragazzina solare e molto carina. L’amore per Justin, il più bello della scuola, ne annebbia la lucidità; si è infatti fatta bocciare di proposito per ripetere la prima media con il suo amato, che però è stato promosso. La sua indole non passa inosservata, soprattutto agli occhi di Nick. Nel finale della prima stagione si fidanza con Justin, per poi lasciarsi nell'episodio 13 della seconda stagione perché lei capisce che a Justin non gli importa niente di lei ma solo di sé stesso. Capisce così che gli piace Nick e i due si fidanzano nell'episodio 20 della seconda stagione.

- Rudy Hansen (st.1-3), interpretato da Edoardo Tarantini. È il migliore amico di Nick e fratello maggiore di Alice, ha 11 anni vive in un mondo tutto suo ed è molto infantile e tonto. "La sua esplosiva creatività è di grande aiuto a Nick per affrontare le sfide per entrare sul Wall Of Celebrities." Si innamora di Vivien nella seconda stagione nonostante lei non lo degni di uno sguardo; i due poi si metteranno insieme nella terza stagione.

- Justin Price (st.1-3), interpretato da Diego Delpiano. È il ragazzo più bello e desiderato delle medie. Ha 12 anni, ma a volte è parecchio immaturo. Grazie a suo padre, che ha comprato un'ala nuova della biblioteca, è stato promosso in seconda media. Nella prima stagione è stato fidanzato con Vivien, ma poi si lasciano perché sono uguali e pensano solo a sé stessi. Avrà poi una relazione con Anna. Si lasceranno nell'episodio 13 della seconda stagione perché lui pensa solo a sé stesso. Riproverà a mettersi di nuovo con Vivien ma non funzionerà, rimanendo però buoni amici.

- Vivien Tyuon (st.1-3), interpretata da Noemi Brazzoli. È la ragazza più popolare e vanitosa della scuola, la sua fama non conosce confini: i ragazzi la adorano e la ragazze la ammirano e cercano di imitarla. Parla solo ed esclusivamente di sé in terza persona e scatta continuamente selfie per immortalare ogni momento della sua giornata. Ha una cotta per Justin e i due nella prima stagione si mettono insieme ma poi si lasciano perché sono uguali, per poi riprovarci più tardi. Si lasceranno definitivamente rimanendo amici. Si innamora di Rudy nella terza stagione, mettendosi insieme a lui.

- Alice Hansen (st.1-3), interpretata da Alice Papes. È la sorella minore di Rudy. Trascorre il suo tempo fra laboratori, libri e provette ed è in grado di mettere a punto invenzioni sorprendenti e ricerche scientifiche all'avanguardia. Il suo rapporto con Rudy è turbolento, infatti non lo sopporta. Nella seconda stagione si fidanza con Tim.

- Tim e Tom Tamber (st.1-3), interpretati rispettivamente da Andrea e Paolo Castronovo. Sono i due gemelli, i bulli della scuola. Non studiano mai, ma con forza fisica e arguzia riescono ad ottenere quasi sempre tutto ciò che vogliono. I due sono inseparabili, identici, stupidi e pigri. Nella seconda stagione Tim si fidanza con Alice, diventando più dolce. Tom inizialmente non lo accetta per poi rassegnarsi: quest'ultimo poi si innamora di Charlotte e i due si fidanzano.

- Peter Spencer (st.1-3), interpretato da Alberto Torquati. È il preside della scuola, tonto e sfortunato. Ha molti hobby e passioni nascoste. Era innamorato di Miss Mastermind e la invitò al ballo della scuola ma venne chiuso in un armadietto e non riuscì mai a dirglielo. Nella seconda stagione sarà la voce misteriosa e sfiderà Nick a scoprire chi è realmente. Nella terza stagione si scopre che era una leggenda del Wall of Celebrities.

- Mirage Mastermind (st.1-3), interpretata da Federica Fabiani. È la cuoca della mensa, burbera e severa. Non sorride mai ed è in apparenza indifferente alle emozioni. In realtà è romantica e attende da anni il grande amore. Era innamorata del preside Spencer ma dopo alcune vicissitudini rimarranno solo buoni amici e colleghi.

- Charlotte Swan (st.2-3), interpretata da Nicole Di Julio. È la bad girl della scuola. Fa il suo ingresso nella serie durante la seconda stagione. Burbera e manesca, non smette di creare guai all’interno della scuola terrorizzando chiunque. Ha un solo punto debole: una grossa cotta per Nick, che lei chiama "sogliola". In un episodio si scopre che Charlotte è la nipote del sovrintendente. Si fidanzerà con Tom.

- Sovrintendente Victor Swan (stagione 1-3) interpretato da Riccardo Diana. Il sovrintendente della scuola. È il nonno di Charlotte. È un uomo meschino che odia a morte la McGaffin. Il preside Spencer lo teme e ne subisce le angherie.

## Spin-off
Tra il 2020 e il 2022 sono stati realizzati tre spin-off What's Anna, Rudy on Tour: Vacanze su Marte e One Wish con i personaggi di Anna, Vivien e Rudy.

## Colonna sonora
La sigla della serie è My New School, scritta e composta da Teresa Pascarelli e Giovanni Maria Lori e cantata da Matteo Valentini. 
Nell’episodio della prima stagione il Vivienfest, Nick, Anna e Rudy si esibiscono nelle vesti fittizie dei Bandos. Viene presentato Let the Music in, brano inedito scritto da Teresa Pascarelli e Giovanni Maria Lori e cantato da Matteo Valentini.
Nell’episodio della prima stagione Il grande talent show, Nick e Anna cantano Precious: è un brano inedito scritto da Teresa Pascarelli e Giovanni Maria Lori e cantato da Matteo Valentini e Cloe Romagnoli.
Nell'episodio della seconda stagione Il ballo di San Valentino - Seconda parte, il giovane cantante Matteo Markus Bok si esibisce con la sua hit In the Middle.
Nell'episodio della seconda stagione Vita da rocker Nick, Rudy e Vivien si esibiscono nella veste del gruppo rock "Gli schiaffi" con il loro più grande successo Slaps, un brano inedito scritto e composto da Teresa Pascarelli e Giovanni Maria Lori e cantato da Matteo Valentini